# Stadttheater Bromberg

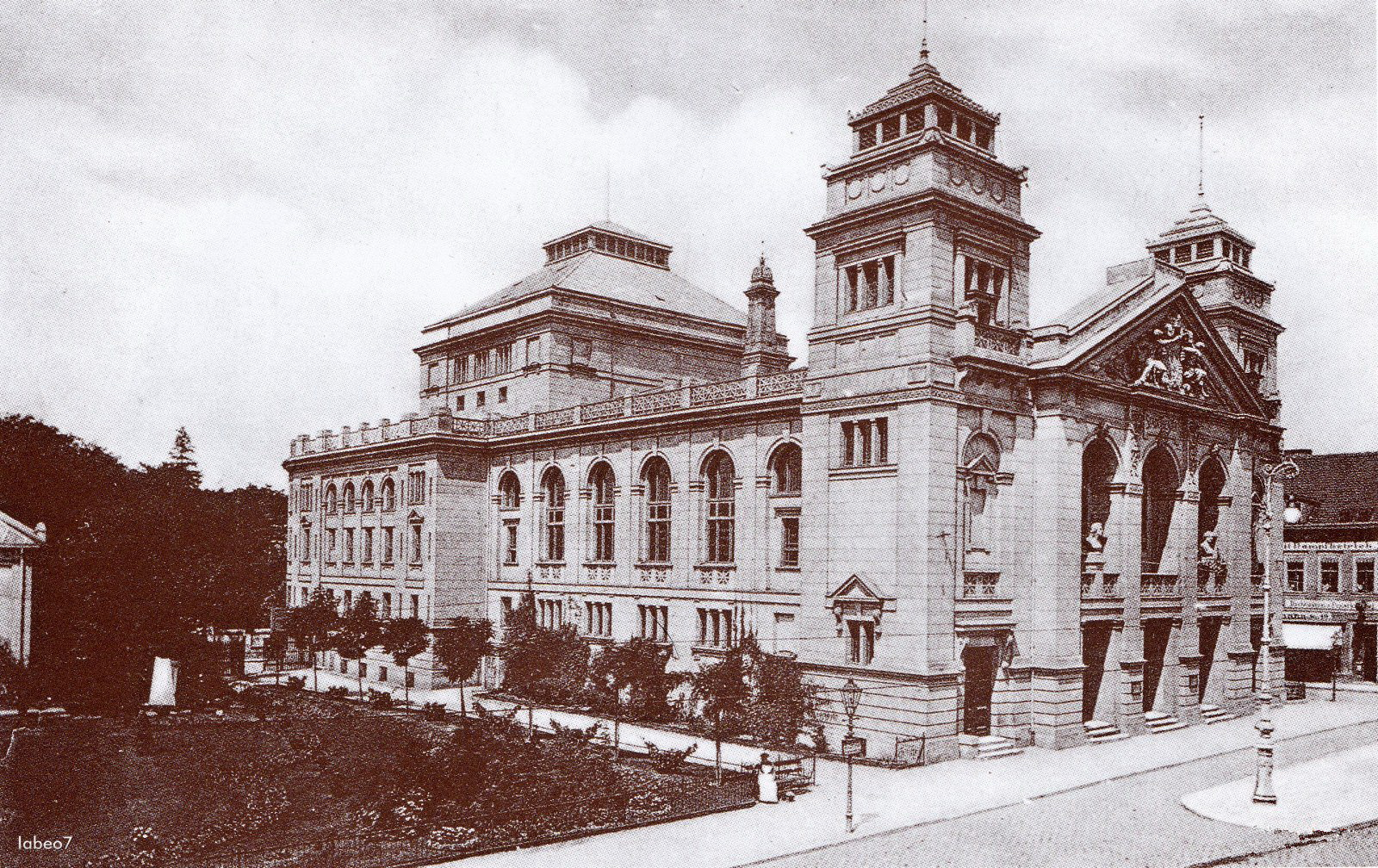
Stadttheater Bromberg, um 1900

Das Stadttheater Bromberg (polnisch Teatr miejski) waren Theatergebäude in Bromberg (Bydgoszcz) in Westpreußen von 1824 bis 1945.

## Lage

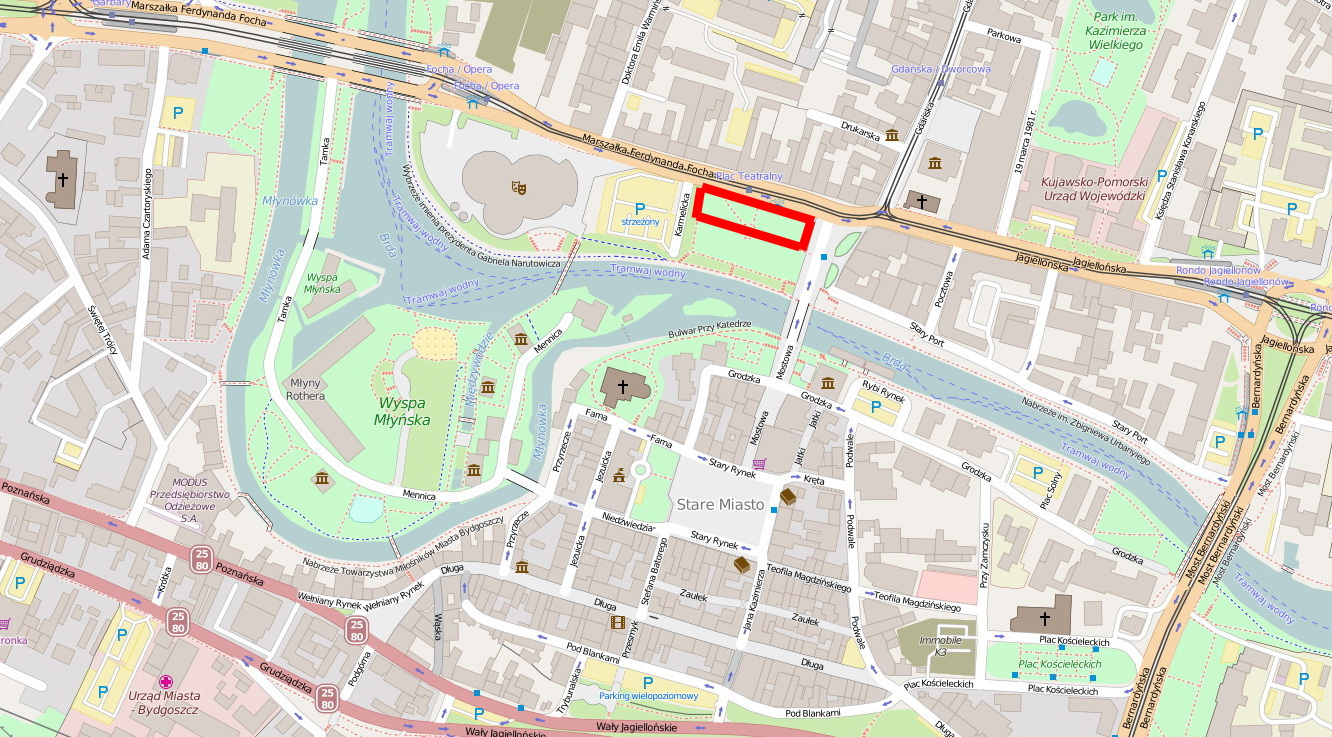
Lage des Theaters in der heutigen Stadt

Das Stadttheater befand sich nördlich der Altstadt und des Flusses Brahe (Brda) auf dem Gelände des vorherigen Karmelitenklosters. Jetzt befindet sich dort eine große Grünfläche auf dem Theaterplatz. 

## Geschichte

### 1600–1772
Spätestens seit dem 17. Jahrhundert gab es regelmäßige Theatervorstellungen in Bromberg, unter anderem auch im Jesuitenkolleg.
1772 kam das Gebiet vom Königreich Polen an das Königreich Preußen, einige Jahre später dort dann in die Provinz Westpreußen.

### 1824–1919
1824 wurde ein neues Theatergebäude auf dem Fundament der abgerissenen Karmelitenklosterkirche St. Marien errichtet.
Am 3. August 1824 fand die feierliche Eröffnung am Geburtstag des preußischen Königs Friedrich Wilhelms III. mit der Jungfrau von Orléans von Schiller statt. 1835 brannte das Theater aus, konnte aber 1836 wiedereröffnet werden.
1890 wurde es erneut durch Brand schwer beschädigt. Ab  1894 erfolgte ein Wiederaufbau bzw. Neubau nach Plänen des Berliner Architekten Heinrich Seeling. Zur Wiedereröffnung 1896 erschien auch  Kaiser Wilhelm II.
Im Stadttheater Bromberg wurden Theaterstücke von klassischen Autoren wie Goethe, Schiller, Kleist, Shakespeare und von zeitgenössischen Autoren wie  Hauptmann, Ibsen, Björnson sowie Opern, Operetten, Konzerte und Weiteres aufgeführt.

### 1919–1939
Seit Dezember 1919 fanden im Stadttheater nur noch polnischsprachige Aufführungen statt. Für die verbliebene deutschsprachige Bevölkerung wurde stattdessen 1920 die Deutsche Bühne  an einem anderen Ort in der Stadt eröffnet.  
Das Stadttheater war in den folgenden Jahren das wichtigste Kulturzentrum der Stadt. Dort gab es Theatervorstellungen, Opern, Kindertheater und mehr. 1935/36 gab es 371 Vorstellungen mit fast 200.000 verkauften Karten. 1937 wurde die größte Drehbühne Polens dort eingebaut.

### 1939–1944
Nach der deutschen Eroberung der Stadt im September 1939 wurden am Stadttheater  wieder deutsche Vorführungen gegeben, oft für ein kleineres Publikum, darunter gab es auch Puppentheater. Einige deutschsprachige Schauspieler kamen aus Riga hierher.
Mitte 1944 musste der Spielbetrieb kriegsbedingt eingestellt werden.

### 1945–1946
Nach dem Einmarsch der Roten Armee im Januar 1945 wurde das vollständig intakte Gebäude durch Vandalismus und fahrlässig entstandene Brände im Inneren schwer beschädigt.
Obwohl eine Wiederherstellung  möglich gewesen wäre, musste das Gebäude 1946 abgerissen werden. Die Ziegel wurden für den Wiederaufbau Warschaus verwendet.
Polnische Historiker und andere Kulturinteressierte  bedauern bis heute den unnötigen Verlust eines der repräsentativsten und schönsten Gebäude der Stadt.

## Architektur
Das Theatergebäude war ein prächtiger historistischer Längsbau mit einem breiten Frontportal und zwei großen Türmen an den Außenseiten. Die Fassaden waren reich verziert, unter anderem mit Statuen von Goethe und Schiller und einem preußischen Adler mit dem Stadtwappen.
Der große Theatersaal enthielt  777 Plätze im Parkett, dem 1. und 2. Rang und weiteren Logen.
Es gab 24 Türen, die ein schnelles Verlassen des Gebäudes innerhalb weniger Minuten durch das gesamte Publikum möglich machten.
Seit 1937 befand sich dort auch die größte Drehbühne Polens und die zweitgrößte in Europa.